# Țarimir, Plovdiv
Țarimir (în bulgară Царимир) este un sat în comuna Săedinenie, regiunea Plovdiv,  Bulgaria. 

## Demografie
Componența etnică a satului Țarimir
     Bulgari (95,71%)
     Turci (1,57%)
     Romi (1,04%)
     Nicio identificare (1,66%)
La recensământul din 2011, populația satului Țarimir era de 1.143 locuitori. Din punct de vedere etnic, majoritatea locuitorilor (95,71%) erau bulgari, existând și minorități de turci (1,57%) și romi (1,04%). Pentru 1,66% din locuitori nu este cunoscută apartenența etnică.